# Marcu Beza
Marcu Beza (n. 30 iunie 1882, Kleisoura, Epir-Macedonia de Vest⁠(d), Grecia – d. 6 mai 1949, București, România) a fost un scriitor, critic literar, eseist, folclorist și diplomat român, de origine aromână , membru corespondent al Academiei Române din 1923. A fost membru al Comitetului Național Român, organizație de exil fondată în 1940, la Londra.

## Studii
A terminat studiile secundare la Bitolia, pe atunci în Iugoslavia continuând studile cu Literele și Filosofia, la București, unde a fost studentul apreciat al lui Titu Maiorescu și Nicolae Iorga, apoi la  Oxford și Londra urmănd să fie docent la cea din urmă.

## Activitate
A fost consul general al României la Londra și apoi la Ierusalim, precum și conferențiar de limba română la "King's College" din Londra (1910-1930). În timpul celui de-al doilea Război Mondial a fost consilier al Legației Române din Londra. A făcut cercetări de paleografie în Orientul Apropiat. A fost întemeietor al Centrului Român al PEN-Clubului. A fost membru corespondent al Academiei Române (1923), exclus în 1948 și repus în drepturi în 1990.

## Opera

### În limba română
A scris romane despre drama istorică a aromânilor, între care:
- Pe drumuri. Din viața aromânilor, București, ed. Minerva,  1914.
- O viață, București, 1921.
- Calea destinului, Monitorul Oficial, București, 1938.
- Necunoscuta, București, Monitorul Oficial, 1939.

Alte scrieri
- De la noi, București, 1903 [proză scurtă în dialect macedo-român].
- Graiu bun. Calendar aromânesc, București, 1909.
- Romanul englez contimporan, București, Cultura națională, 1928.
- Din alte țări. Studii și impresii, București, Universul, 1933.
- Biblioteci mânăstirești în Palestina, București, Monitorul Oficial, 1932
- Biblioteci mânăstirești la Muntele Athos, Academia Română, București, 1933.
- Biblioteci mânăstirești în Patmos, București, Monitorul Oficial, 1936
- Ruva. Între două lumi, București, Boabe de grâu, 1934.
- Din Anglia, însemnările unui literat, "Viața Românească", Iași, 1923.
- Cartea cu amintiri, București, Fundația pentru Literatură și Artă, "Regele Carol II", 1938.
- Vechi legături cu Anglia, București, 1938.
- Urme românești la Atena și Ierusalim, 1939.
- Romantismul: romanul englez, ediție îngrijită și introducere de Andi Bălu, Editura Albatros, 1998.
- Pe tărâmuri biblice: Palestina, Siria, Cipru si Muntele Sinai, Libra, 2000.
- Doda, trad. de Lucy Byng, versiunea armaneasca di Ilie A. Ceara, ed. Nick Balamaci, Constanța, Cartea Aromână, 1998.

### În limba engleză
- Shakespeare in Roumania, London, J. M. Dent, 1931.
- Papers on the Roumanian People and Literature, London, 1920.
- Paganism in Roumanian folklore (Păgânism în folclorul românesc), London, J. M. Dent&Sons Ltd, 1928.
- Rays of memory, translated from the roumanian by Lucy Byng, London & Toronto, Dent & Sons Ltd, 1929.
- Lands of many religions: Palestine, Syria, Cyprus and Mount Sinai, London: [s.n.], 1934. Traducere în limba română: Pe tărâmuri biblice: Palestina. Siria, Cipru și Muntele Sinai, Ed. Libra, 2000.
- Byzantine art in Roumania, [S.l.]: Batsford, 1940.
- Bessarabia and Transylvania. An explanation. With five maps. [London] 1940.
- Origins of the Roumanians, Worcester- London, Printed by E. Baylis&son, Ltd, 1941.
- Frontiers of Rumania' with two maps, 1941
- Roumanian Chronicles, Worchester, London, 1941 {reprinted from "The Slavonic Review"].
- The Rumanian Church, Society for Promoting Christian Knowledge, London, 1943.
- Achievement of the small nations, London, 1943.
- Two great wars, a study in paralelisms, Oxford, 1943
- Heritage of Byzantium, [S.l.]: S.P.C.K., 1947.